# ボルデテラ属
ボルデテラ属（百日咳菌属、学名：Bordetella）はPseudomonadota門ベータプロテオバクテリア綱バークホルデリア目アルカリゲネス科の属の一つである。グラム陰性の鞭毛を有する非芽胞形成の好気性の球桿菌である。周鞭毛を持ち運動をするものもいる。タイプ種は百日咳菌（Bordetella pertussis）である。属名はジュール・ボルデに因み、ゲノムのGC含量は66から70%。
哺乳類や鳥類の呼吸器に寄生する。ヒトに対して病原性を持つ種も属しており、例えば百日咳菌やパラ百日咳菌は百日咳を引き起こし、気管支敗血症菌は気管支炎などを引き起こす。増殖には有機窒素化合物や有機硫黄化合物を必要とする従属栄養生物である。平板培養にはボルデー・ジャング培地を使用する。

## 病原性

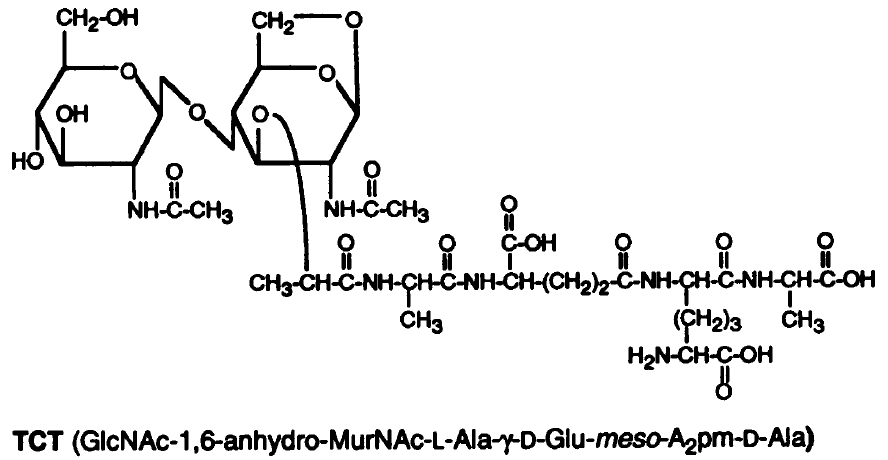
気管細胞毒素の分子構造

ボルデテラ属で最も研究が進んでいるのは気管支敗血症菌、百日咳菌、パラ百日咳菌の3つで、この3菌種によって引き起こされる気管支感染症の病原性はこれまでよく論じられてきた。感染は接触感染、飛沫感染、介達感染のいずれかによる。ボルデテラ属の細菌は最初に鼻咽頭の繊毛上皮細胞に付着する。この上皮細胞への付着は細菌の持つタンパク質性の付着因子によって生じる。この付着因子には線毛や百日咳毒素などが含まれる（ただし、百日咳毒素を産生するのは百日咳菌に限られる）。付着因子の中には上皮細胞への付着に関わるのみならず、免疫系のエフェクター細胞への付着に関わるものも含まれる。
感染の初期症状は風邪に似たカタル性の炎症で、この期間において咽頭部からは多量の菌が分離される。その後、増殖してさらに気道へ拡散し、そこで毒素を産生する事で気道の線毛運動に支障をきたし、菌体による気管支繊毛上皮細胞への侵入を容易にする。気管細胞毒素 (Tracheal cytotoxin) は最初に産生される毒素の1つである。この毒素は二糖類と4個のアミノ酸からなるペプチドが結合したもので、ペプチドグリカンに由来する。ボルデテラ属の細菌が産生する他の毒素と違い、気管細胞毒素は恒常的に産生されており、細胞壁の材料（ペプチドグリカン）の代謝物によってできている。他の細菌はこの分子を細胞質へ取り込み再利用するが、ボルデテラ属と淋菌は外部へ放出する。気道細胞毒素はそれ自体で、繊毛運動の阻害、上皮細胞のDNA合成阻害、そして究極的には上皮細胞を殺す事ができる。制御性の毒素で重要なものの1つにアデニル酸サイクラーゼを阻害する毒素が挙げられる。この毒素は自然免疫系から逃れるのに役立ち、食作用を持つ免疫担当細胞と遭遇した際に免疫担当細胞へ送られる。免疫細胞の細胞内ではサイクリックAMPの蓄積が起こり、免疫細胞の機能が部分的に抑制される。近年発見されたアデニル酸シクラーゼを阻害する毒素が持つ、細胞膜を貫通する穴の形成とそれに伴うカルシウムの流入を引き起こすという効果は、ファゴサイトの機能不全に寄与するかもしれない。

## 病源因子産生の調節
ボルデテラ属菌の付着因子や毒素の多くは、二成分制御系 (two-component regulatory system) であるBvgASによって産生が制御されている。この制御機構について知られている事のほとんどは気管支敗血症菌の研究によって得られたものであるが、BvgAS系は百日咳菌、パラ百日咳菌、気管支敗血症菌のいずれにおいても存在しており、相変異や表現型調節の要因となっている。
BvgSは膜貫通センサーキナーゼで、 ヘリックスターンヘリックスを持つ細胞内タンパク質であるBvgAをリン酸化することで外部刺激に応答する。in vitroの実験系において、リン酸化を受けるとBvgAはBvgシステム特異的なプロモーター配列に結合しやすくなり、転写を増強するようになる。
BvgAS系の制御下にある毒素や付着因子のほとんどはBvgが活性化状態（リン酸化BvgAが豊富な状態）において産生される。一方で、基本的にBvgが不活性の状態で産生される遺伝子もあり、特にフラジェリン遺伝子、flaAがそれにあたる。Bvgによる抑制性の制御はbvgAの下流に存在する624塩基長のオープンリーディングフレームの転写産物であるリプレッサー、BvgRによって引き起こされる。少なくとも、いくつかのBvgRによる抑制を受ける遺伝子のコーディング領域に存在する認識配列にBvgRは結合する。このタンパク質の認識配列への結合は転写量を減ずる。
生理的条件におけるBvgSへの刺激が何であるかは知られていないが、in vitroにおいて数ミリモーラーの硫酸マグネシウム、ニコチン酸、26℃以下の低温いずれかによってBvgAS系は不活性となる。
気管支敗血症菌における、Bvg系の活性化状態が中間レベルとなるBvgS遺伝子の一塩基変異の発見は、リン酸化BvgAの濃度が中間的な条件でのみ転写されるBvgAS制御性遺伝子の存在を明らかにした。この中間的な形質は野生型の気管支敗血症菌を中間レベルのニコチン酸を含む培地で培養する事により再現できる。以上のような条件ではBvgが活性化状態において転写される病原因子の一部のみが産生されることから、二成分制御系が環境に対して1か0ではなく、連続的に反応している事を示唆される。

## 下位分類（種）
ボルデテラ属は以下の種を含む(2024年8月現在)。

### IJSEMに正式承認されている種
- ボルデテラ・アビウム　Bordetella avium

Kersters et al. 1984
- Bordetella bronchialis

Vandamme et al. 2015
- ボルデテラ・ブロンキセプチカ（気管支敗血症菌）　Bordetella bronchiseptica

(Ferry 1912) Moreno-López 1952 (Approved Lists 1980)
- Bordetella flabilis

Vandamme et al. 2015
- ボルデテラ・ヒンジ　Bordetella hinzii

Vandamme et al. 1995
- ボルデテラ・ホルメシ　Bordetella holmesii

Weyant et al. 1995
- Bordetella muralis

Tazato et al. 2015
- ボルデテラ・パラパーツシス（パラ百日咳菌）　Bordetella parapertussis

(Eldering and Kendrick 1938) Moreno-López 1952 (Approved Lists 1980)
- ボルデテラ・パーツシス（百日咳菌）　Bordetella pertussis（タイプ種）

(Bergey et al. 1923) Moreno-López 1952 (Approved Lists 1980)
- Bordetella petrii

Von Wintzingerode et al. 2001
- Bordetella pseudohinzii

Ivanov et al. 2016
- Bordetella sputigena

Vandamme et al. 2015
- ボルデテラ・トレマタム　Bordetella trematum

Vandamme et al. 1996
- Bordetella tumbae

Tazato et al. 2015
- Bordetella tumulicola

Tazato et al. 2015

### IJSEMに未承認の種
- "Bordetella ansorpii"

Ko et al. 2005
- "Bordetella bronchoseptica"

Roudaut 1989